# (229915) 1990 SH
(229915) 1990 SH là một tiểu hành tinh vành đai chính. Nó được phát hiện bởi Robert H. McNaught ở Đài thiên văn Siding Spring ở Coonabarabran, New South Wales, Australia, ngày 17 tháng 9 năm 1990.